# Taiga Hata
Taiga Hata (畑 大雅 Hata Taiga?), född 20 januari 2002 i Tokyo prefektur, är en japansk fotbollsspelare.
Hata började sin karriär 2020 i Shonan Bellmare.